# Drug Testing
"Drug Testing" é o vigésimo episódio da segunda temporada da série de televisão estadunidense The Office, o vigésimo sexto no geral. Escrito por Jennifer Celotta e dirigido por Greg Daniels, que também é produtor executivo, foi ao ar pela primeira vez em 27 de abril de 2006 nos Estados Unidos, pela NBC. A exibição teve como convidado especial Hugh Dane como Hank, o segurança do prédio.
A série retrata a vida cotidiana dos funcionários na filial da empresa de papel Dunder Mifflin em Scranton. Nesse episódio, Dwight Schrute (Rainn Wilson) encontra parte de um baseado no estacionamento e começa uma investigação para descobrir o dono. Michael Scott (Steve Carell), preocupado em não passar num teste de drogas, o pressiona para burlar o exame. Se sentindo culpado por fornecer sua urina, Dwight renuncia ao cargo de xerife voluntário.
Várias cenas foram baseadas nas habilidades reais dos atores, como John Krasinski imitando outros membros do elenco. O episódio foi o último da temporada a ser filmado, embora tenha sido o antepenúltimo a ser exibido. "Drug Testing" foi assistido por 7,8 milhões de espectadores e recebeu críticas positivas, embora o roteiro tenha recebido opiniões negativas.

## Sinopse
Dwight Schrute encontra parte de um baseado no estacionamento e investiga sua origem, cumprindo seu dever como xerife voluntário. Ele conduz interrogatórios e marca um teste de urina, para preocupação de Michael Scott, que fumou um "cigarro de cravo" durante um encontro em um show. Enquanto isso, Jim Halpert e Pam Beesly brincam imitando Stanley; ambos falam a mesma frase simultaneamente, então ela inicia a brincadeira "vaca amarela", o que significa que Jim não pode falar até comprar uma Coca-Cola. No entanto, a máquina de vendas está vazia, forçando-o a permanecer em silêncio. Pam o provoca encorajando Kelly para uma conversa e afirmando que Jim "pode me dizer qualquer coisa". Ele faz uma expressão solene, depois abaixa o olhar, deixando-a sem palavras.
Para afastar suspeitas e evitar o teste, o gerente regional conduz uma reunião antidrogas. Quando Dwight informa que Michael não está isento, ele o pressiona a fornecer sua urina "limpa", que será usada para burlar o exame. Em seguida, considerando isso uma violação de seu juramento como xerife, entrega seu distintivo. Michael se sente culpado, então o nomeia "Supervisor de Segurança" da Dunder Mifflin. No final, Pam compra o refrigerante e vende para Jim, permitindo que ele possa falar novamente. Ela expressa o quão estranho foi não falarem o dia todo. Eles compartilham um sorriso e comem juntos enquanto comentam o que aconteceu no dia. Para câmera, Jim questiona o sacrifício de Dwight: "Eu simplesmente não entendo. O que ele ganha com esse relacionamento?". O trecho faz um paralelo com sua própria relação com Pam.

## Produção
"Drug Testing" foi escrito por Jennifer Celotta e dirigido pelo produtor executivo Greg Daniels. Jenna Fischer observou que a subtrama que mostra Jim incapaz de falar era interessante porque "Pam e Jim podem dizer muito um ao outro sem nenhuma palavra", uma referência aos "27 segundos de silêncio" que os dois compartilharam em "Booze Cruise". A ideia já estava sendo considerada há muito tempo e quando ficou notório que o ator John Krasinski era capaz de comunicar fazendo expressões faciais, a equipe do programa levou isso adiante. Michael usa um curativo nesse episódio porque Steve Carell machucou o dedo durante a semana e não conseguiu remover sua aliança de casamento devido ao inchaço. Em vez de cortar o anel, a equipe simplesmente cobriu ao redor dele.
Quando o gerente regional diz a Pam para anotar sobre o perigo do consumo de cannabis, a resposta de Fischer para a câmera foi improvisada. "Achei engraçado não ter um bloco de papel, mas Michael estava me dizendo para fazer anotações", ela explicou em seu blogue no MySpace, "então eu apenas olhei para a câmera e mostrei minha falta de caneta e papel". A fala de Dwight sobre seu pai e antepassados foi na verdade improvisada durante a estreia da série; acabou não sendo usada no piloto, mas Daniels adorou e estava procurando um momento para encaixá-la desde então. A imitação que Jim fez de Stanley foi inspirada no talento real de Krasinski.
Esse foi o último episódio da temporada a ser filmado, mas o antepenúltimo a ir ao ar. De acordo com Fischer, todos no estúdio estavam animados, semelhante a "alunos no último dia de aula". Isso fica particularmente evidente nas ações de Fischer: Pam pula atrás de Jim para a sala de descanso, salta na ponta dos pés no final do "choro falso" dele e bate três vezes na lata de refrigerante para fazê-lo falar novamente. Uma cena em que Dwight entrega seu uniforme e distintivo ao xerife foi filmada, mas cortada porque os produtores perceberam que era desnecessária e parecia implausível que o câmera pudesse entrar no local sem ser questionado.
O DVD da segunda temporada contém uma série de momentos deletados desse episódio. Trechos notáveis incluem: Toby dizendo que Michael deveria usar drogas; Jim fazendo imitações de Kevin, Angela e Dwight; esse último fazendo anotações, dizendo que pretende rezar "para o próprio Thor" para encontrar o culpado e declarando que a vida de Jim é sombria; Kelly falando com um cliente que ela deixou em espera durante a reunião; Meredith indo conversar com Jim a pedido de Pam e ela mostrando para a câmera o panfleto antidrogas que o gerente regional fez; a recepcionista brincando com Dwight ao afirmar que "estava um pouquinho chapada... no estacionamento do Quick and Easy"; e Lee e Gino, os trabalhadores da Vance Refrigeration, descartando o baseado.